# Astrid Philippsen
Astrid Philippsen (* 8. Februar 1942 in Küstrin) ist eine deutsche literarische Übersetzerin.

## Leben
Astrid Philippsen legte 1960 in Dresden die Reifeprüfung ab. Anschließend absolvierte sie an der Berliner Humboldt-Universität und in Belgrad ein Studium der Slawistik, das sie mit dem Grad einer Diplom-Slawistin abschloss. Ab 1966 war sie im Berliner Aufbau-Verlag als Lektorin und Redakteurin tätig. Nachdem sie bereits Mitte der Sechzigerjahre begonnen hatte, Übersetzungen zu veröffentlichen, machte sie das Übersetzen 1973 zum Hauptberuf. Sie lebt heute als freiberufliche Übersetzerin in Berlin. 
Astrid Philippsen übersetzt erzählende Werke, Gedichte und Hörspiele aus dem Serbischen, Kroatischen, Bosnischen und Slowenischen ins Deutsche. Philippsen ist Mitglied im Verband deutschsprachiger Übersetzer literarischer und wissenschaftlicher Werke, VdÜ. 2000 wurde sie mit dem Paul-Celan-Preis ausgezeichnet. 

## Herausgeberschaft
- Der gezähmte Wasserteufel, Berlin 1981

## Übersetzungen
- Ivan Aralica: Diener der Inquisition, Berlin 1989
- Zvonimir Balog: Pljesak travi i zvijezdama, Zagreb 1984 (übersetzt zusammen mit Heide Zimmermann)
- Slavenka Drakulić: Als gäbe es mich nicht, Berlin 1999
- Slavenka Drakulić: Das Liebesopfer, Berlin 1997
- Slavenka Drakulić: Marmorhaut, Berlin 1998
- Niko Grafenauer: Geheimnisse, Klagenfurt/Celovec [u. a.] 2010 (übersetzt zusammen mit Janko Ferk)
- Niko Grafenauer: Spannelang, Berlin 1989
- Hadžem Hajdarević: Land, das es nicht gibt, Leipzig 2010
- Branko Hofman: Der fuchsrote Ringo, Berlin 1984
- Drago Jančar: Der Sprung von der Liburnia, Klagenfurt [u. a.] 1993
- Zilad Ključanin: Wasserhochzeit, Leipzig 2009
- Srečko Kosovel: Ahnung von Zukunft, Leipzig 1986
- Vladimir Maleković: Krsto Hegedušić, Dresden 1985
- Dušan J. Martinović: Ein halbes Millenium montenegrinischer Buchdruckerkunst, Podgorica 1995
- Nedim Rifatbegović: Sarajevo auf Kovači, Wuppertal, 1993
- Leopold Suhodolčan: Gesichter der Nacht, Berlin 1978
- Brina Svit: Con brio, Wien 2002 (übersetzt zusammen mit Nadja Tomšič)
- Dragan Velikić: Das Astragan-Fell, Klagenfurt [u. a.] 1992
- Dragan Velikić: Via Pula, Klagenfurt [u. a.] 1991
- Antonije Žalica: Gelber Schnee, Mannheim, Persona Verlag 2001
- Zoran Živković: Das letzte Buch, München 2008
- Zoran Živković: Der unmögliche Roman, Köln 2011 (übersetzt zusammen mit Margit Jugo)
- Zoran Živković: Versteckte Kamera, München 2008